# 戸口にあらわれたもの

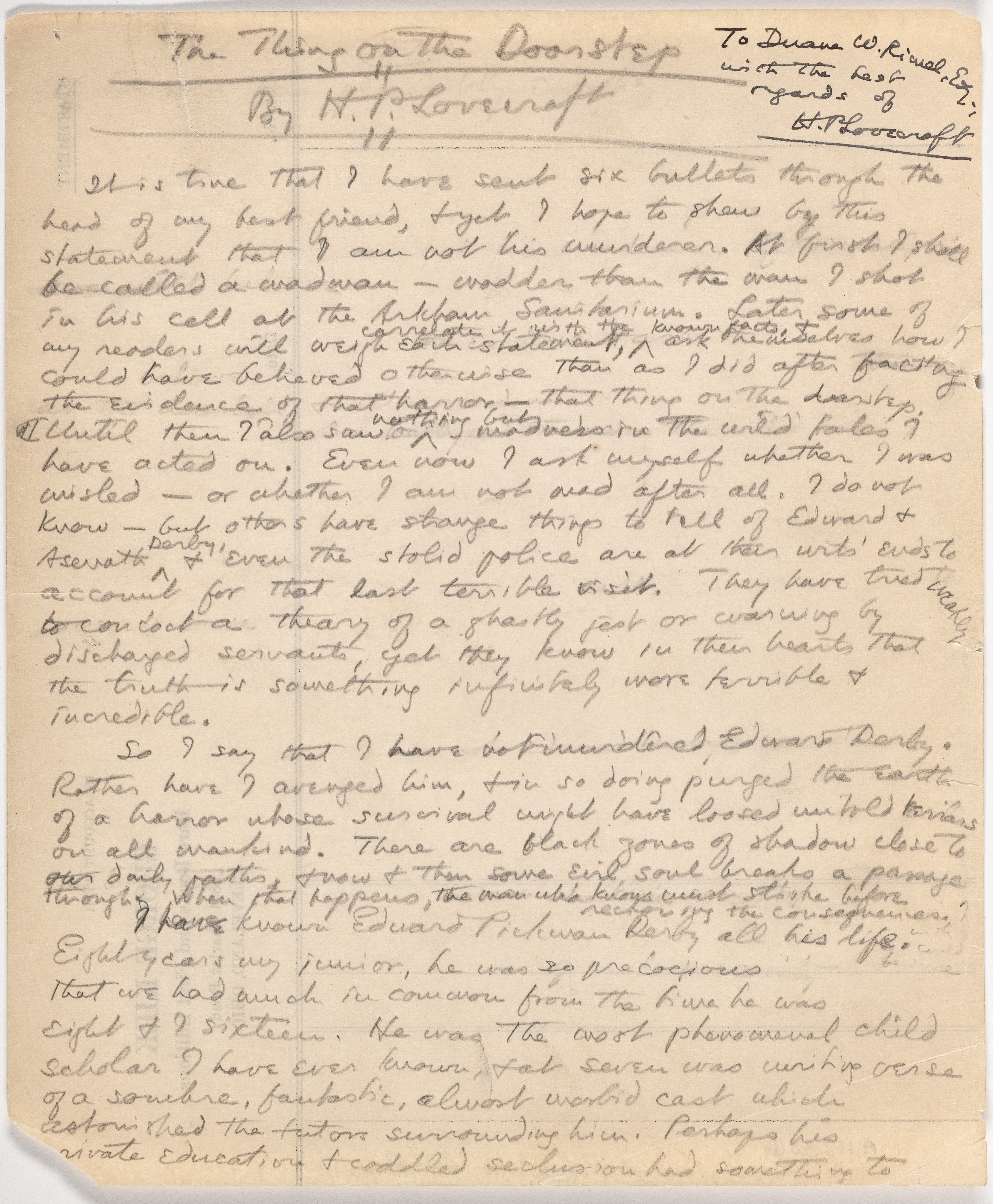
『戸口にあらわれたもの』の原稿の1ページ目

『戸口にあらわれたもの』（とぐちにあらわれたもの、英: The Thing on the Doorstep）は、アメリカの作家ハワード・フィリップス・ラヴクラフトのホラー小説で、クトゥルフ神話の一つ。
1933年8月に執筆され、『ウィアード・テールズ』1937年1月号にヴァージル・フィンレイの挿絵付で掲載された。

## あらすじ

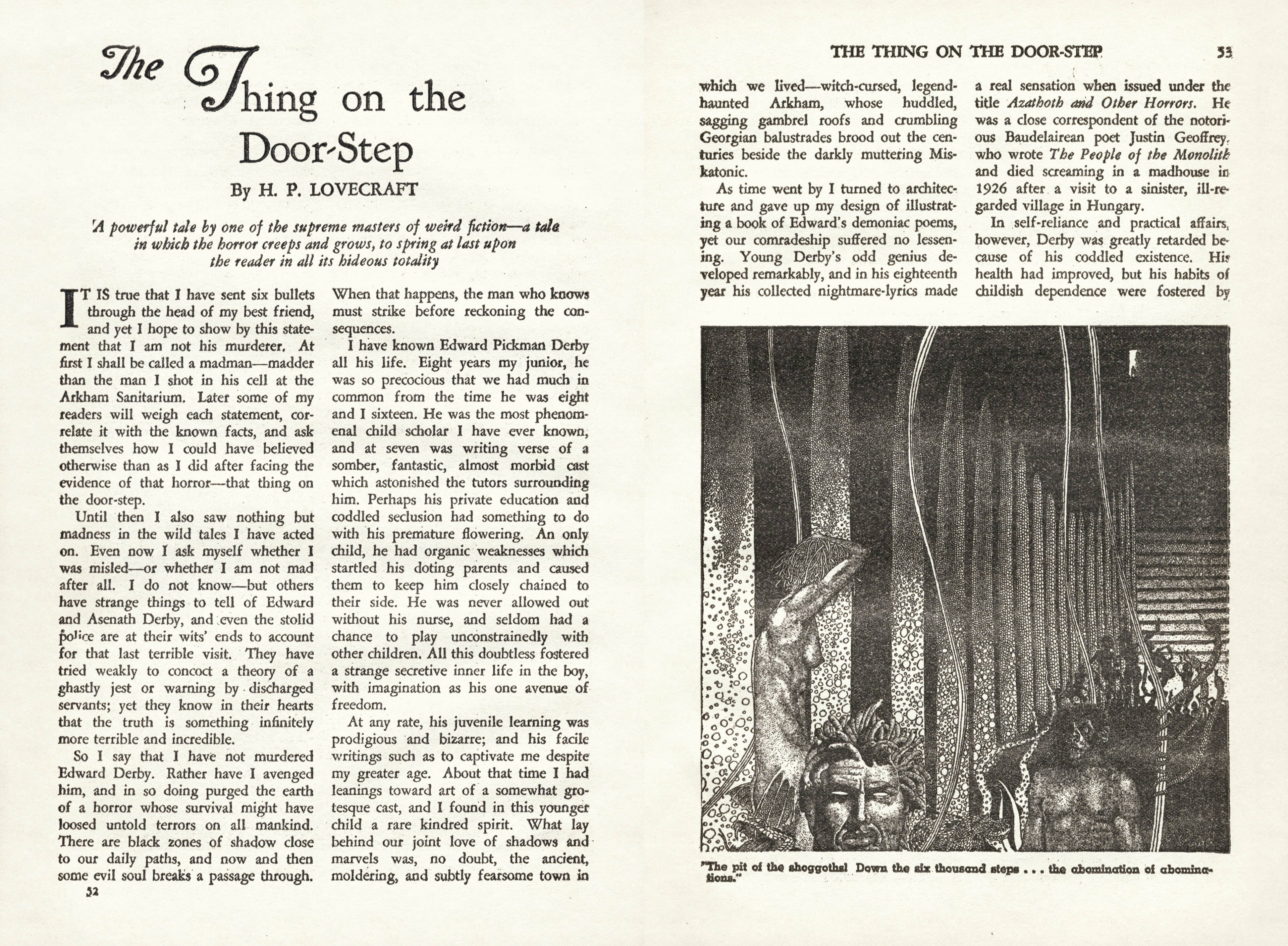
『ウィアード・テールズ』掲載分より

アーカムに生まれたダニエル・アプトンとエドワード・ダービイは、少年時代からの親友であった。エドワードば38歳のとき、アセナス・ウェイトに出会い、のぼせあがる。ダニエルを含む周囲は、アセナスに妙なうわさがあることを知っていたが、両想いの2人の交際をやめさせることはできなかった。
夫婦は新居に移り住む。エドワードは、アセナスを通じて秘教的な知識を得ていた。結婚してからというもの、エドワードの性格が変わり、まるで老エフレイムに似ているようとの噂が立つ。たまに会うダニエルに、エドワードは「外部から」手に入れたとかいう、奇妙な物品を見せて来た。
ある日、ダニエルのもとに、メイン州の警察署から電報が届く。森から出て来た支離滅裂な狂人が、ダニエルの保護を求めているというのである。ダニエルが丸一日かけて現場に向かうと、ようやく自分の名前と住所を思い出したエドワードは、意味不明のたわごとを一気にまくしたてる。彼は妻に突拍子もない幻想を抱いているようであった。エドワードの主張をよく聞くと、アセナスがエドワードの肉体を乗っ取ろうとしているらしい。さらに、アセナスはアセナスではなく、彼女の中にいるのは老エフレイムであるらしい。ダニエルがあきれていると、エドワードが急に冷静になり、先ほどの妄言を忘れてくれと述べる。
ある日、エドワードがダニエルの家に訪問してくる。彼は、先日のたわごとと同じことを再び述べ、妻アセナス＝エフレイムを家から追い出したことを説明する。冬になると、エドワードの体調が悪化し、錯乱して療養所入りするも、別人のように落ち着きを取り戻し、退院する。
ある日、ダニエルの家の戸口に、エドワードの外套を着た男が現れる。彼は独特の呼鈴を鳴らさず、一言も喋らず、手紙をダニエルに手渡してくる。手紙には、エドワードが妻を殺したことと、老エフレイムがエドワードの魂をアセナスの死体に移して、エドワードの体を乗っ取ったと書かれていた。ダニエルは手紙を読んで気を失い、目を覚ましたとき、戸口には崩れ果てたものが悪臭を放っていた。警察が調べたところ、残骸はアセナスの死体で、頭蓋骨は砕かれ、腐れ果ててほとんど腐汁と化した忌まわしいものであった。
ダニエルはエドワードを射殺する。逮捕されたダニエルは、親友の仇を討ち、放置してはならぬ怪異を排除したのだと主張する。

## 登場人物

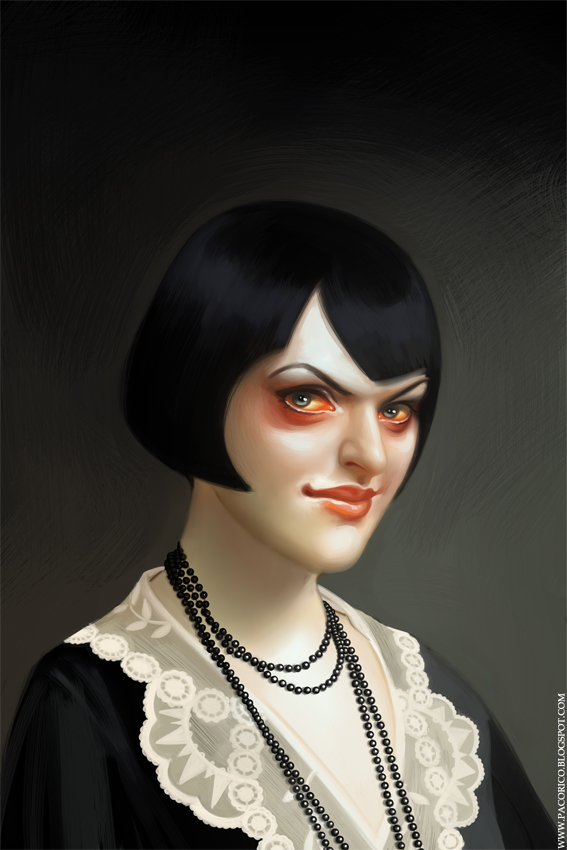
アセナス

- ダニエル・アプトン - 語り手。建築家。エドワードの幼馴染。ボストンで学びアーカムに戻ってきた。
- エドワード・ピックマン・ダービイ - アプトンより8歳年少。詩人・幻想作家。18歳で詩集「アザトホースその他の恐怖」を上梓した、過保護に育てられ、内向的。飛び級でミスカトニック大学に入学して3年で終了。ダニエル家を訪れる際は、いつも独特の呼鈴を鳴らす。ジャスティン・ジョフリイとも交流があった。
- アセナス・ダービイ - エドワードより15歳年少。インスマスのウェイト家の娘。他人に催眠術のような影響をおよぼすことができる。
- エフレイム・ウェイト - アセナスの父。インスマスのウェイト家の老人。黒魔術の噂がある。娘が女学院に入学する直前、やや奇妙な状況下で狂死した。カモグという魔術名を持つ妖術師であり、不死を求める。
- ショゴス - 謎の固有名詞。『インスマスを覆う影』にも登場する語。エフレイムが、屋敷の地下で飼育しているらしい。

## 収録
- 創元推理文庫『ラヴクラフト全集3』大瀧啓裕訳「戸口にあらわれたもの」
- 創土社『暗黒の秘儀』仁賀克雄訳「戸口の怪物」
- 国書刊行会『真ク・リトル・リトル神話大系5』根本政信訳「戸口の怪物」
- 国書刊行会『定本ラヴクラフト全集6』佐藤嗣二訳「戸をたたく怪物」
- 金の星社『世界こわい話ふしぎな話傑作集04 「悪魔のおとし子」』 岡上鈴江訳「戸口の怪物」
- 星海社FICTIONS『宇宙の彼方の色 新訳クトゥルー神話コレクション5』森瀬繚訳 「戸口に現れたもの」
- 新潮文庫『チャールズ・デクスター・ウォード事件』南條竹則訳「戸口にいたもの」

## 派生作品
- 映画『Suitable Flesh (en) 』[2] - 監督ジョー・リンチ、脚本デニス・パオリ、主演ヘザー・グラハム。2023年公開。

## 関連作品
- チャールズ・ウォードの奇怪な事件
- インスマウスを覆う影
- ピックマンのモデル

本作にも名が散見される"リチャード・アプトン・ピックマン"が登場する。